# Fusillades d'octobre 2023 à Lewiston
Les fusillades d'octobre 2023 à Lewiston se déroulent le soir du 25 octobre 2023 lorsque deux fusillades de masse font 18 morts et 13 blessés dans la ville de Lewiston (Maine).
Il s'agit de la 566e fusillade de masse aux États-Unis en 2023 (en). Plus de 15 000 personnes sont mortes par arme à feu dans le pays cette année-là.

## Déroulement
Le soir du 25 octobre 2023, à 18 h 56, le centre d'appel d'urgence d'Auburn est prévenu par téléphone qu'une fusillade de masse est en cours à la salle de bowling Just-In-Time Recreation. Quelques minutes plus tard, à 19 h 8, les autorités reçoivent des appels faisant état d'une nouvelle fusillade de masse, cette fois au bar-restaurant Schemengees Bar & Grille.
Le suspect étant déclaré en fuite peu après les événements, les autorités appellent les habitants de Lewiston à rester confinés chez eux, plaçant la ville en état d'alerte. Les écoles, les magasins et les bâtiments publics restent fermés,.
Au cours de la soirée, la gouverneure du Maine, Janet Mills, déclare sur X se préoccuper de la situation de façon continue  et appelle les habitants à suivre les consignes données par les autorités locales.

## Victimes
Le bilan humain, d'abord de 16 morts,, monte dans la journée du 26 octobre à 22 morts avant de redescendre à 18 morts selon la gouverneure du Maine Janet Mills. Le bilan des blessés, temporairement monté à une cinquantaine selon le maire de la ville, redescend à 13 dans la fin de la journée du 26 selon la gouverneure du Maine. Certains blessés ont été victimes de bousculades sans avoir été touchés par balle.
Le bilan définitif est de 18 morts : 7 tués sur place au bowling, 8 au bar-restaurant et 3 décédés après leur transport à l'hôpital. Le plus jeune avait 14 ans et se trouvait au bowling avec son père, tué sur place lui aussi. Les plus âgés avaient respectivement 76 et 73 ans, mari et femme retraités qui consacraient leur temps à l'entrainement des jeunes de la ligue de quilles locale. Toutes ces victimes étaient de Lewiston ou des localités avoisinantes excepté un homme originaire de Floride, venu fêter son 64e anniversaire chez son fils. Plusieurs étaient des athlètes sourds qui participaient à un tournoi de cornhole organisé ce jour-là au bar-restaurant Schemengees.
Le nombre de victimes ayant survécu à leurs blessures est de 13. Certaines, touchées à plusieurs reprises, garderont des séquelles importantes. 

## Auteur
L'auteur suspecté des fusillades est identifié comme étant Robert Card, un instructeur de tir et réserviste de l'Armée de terre des États-Unis. Après deux jours de traque, les autorités du Maine annoncent avoir retrouvé  son corps sans vie le 27 octobre à 19 h 45 près d’une rivière à Lisbon Falls, un bourg situé à une quinzaine de kilomètres de Lewiston. Elles supposent qu'il s'est suicidé avec une arme à feu. Son véhicule avait été retrouvé auparavant dans la ville voisine de Lisbon. Considéré comme psychologiquement instable, Robert Card avait été admis deux semaines dans un hôpital psychiatrique au cours de l'été 2023, après avoir prétendu « entendre des voix » et avoir « menacé de tirer sur une base militaire ».
À la demande du bureau du médecin légiste en chef du Maine, un échantillon de tissu cérébral de Card a été examiné au CTE Center de l' Université de Boston. Les résultats, publiés par la famille de Card début mars 2024, ont montré de profondes lésions cérébrales qui pourraient, en partie, expliquer son changement de comportement les dix derniers mois de sa vie.

## Motivations
D'après le témoignage de certains membres de sa famille, Robert Card aurait été persuadé que les dirigeants de quatre entreprises, dont les deux établissements de la fusillade, diffusaient en ligne qu'il était un pédophile. L'un d'eux, le gérant du bar-restaurant Schemengees, est ainsi mort sous ses balles.

## Réactions

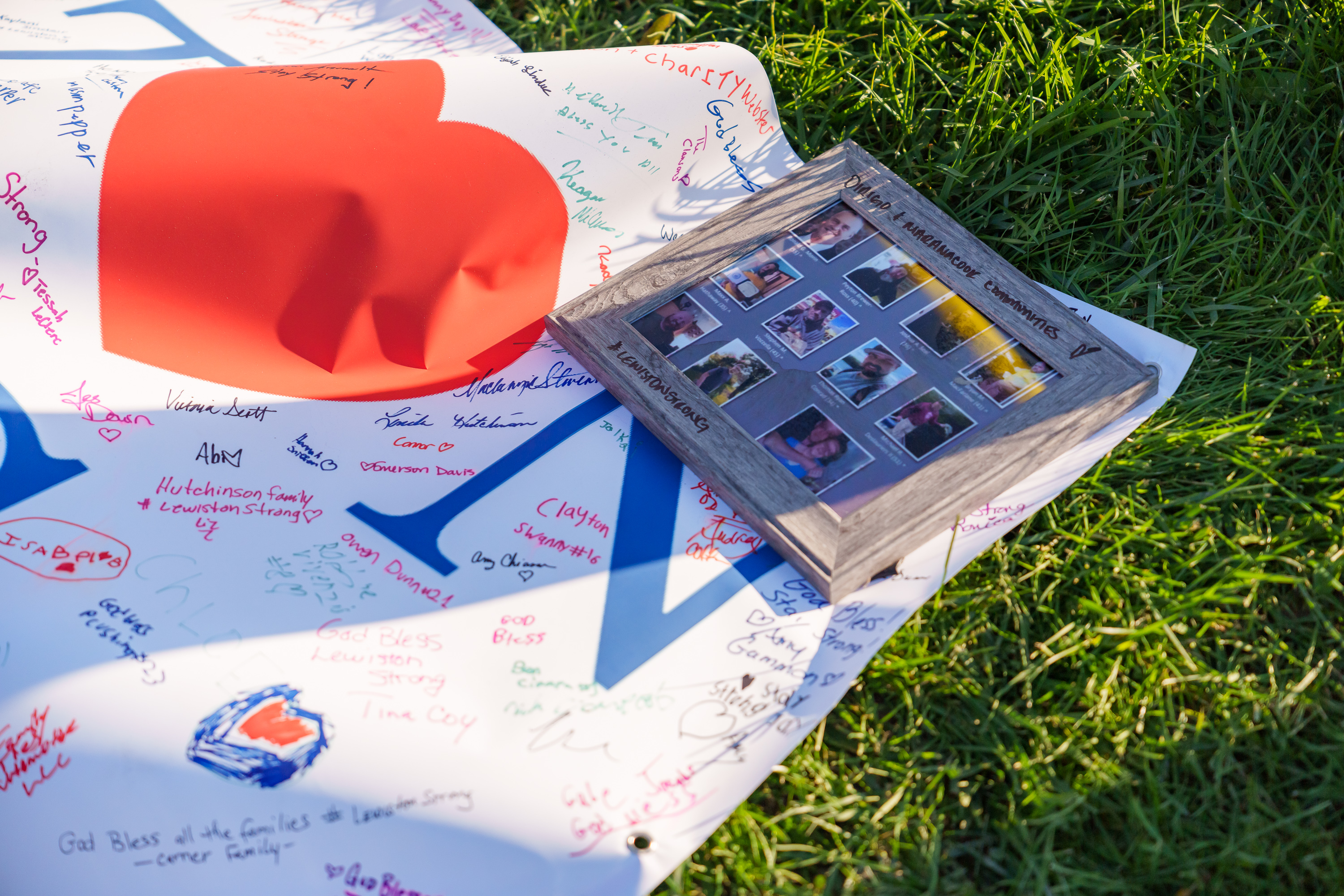
Mémorial aux victimes devant le Schemengees Bar and Grille (novembre 2023)

Dans un communiqué publié le lendemain des fusillades, le président des États-Unis ordonne la mise en berne des drapeaux des bâtiments fédéraux en l'honneur des « victimes des actes de violence insensés perpétrés le 25 octobre à Lewiston dans le Maine ».
Natif de Lewiston, le représentant du Maine Jared Golden, démocrate qui avait voté en juillet 2022 contre le projet de loi interdisant les armes d'assaut, présente publiquement ses excuses le 26 octobre 2023 et déclare réviser sa position.
Le 31 octobre, l'écrivain vivant dans le Maine Stephen King, publie un court essai sur le site du New York Times qu'il conclut en ces termes : « Lorsque les armes à feu à tir rapide sont difficiles à obtenir, les choses s’améliorent, mais je ne vois pas d’amélioration de ce type dans le futur. Les Américains aiment les armes et semblent prêts à en payer le prix par le sang ».

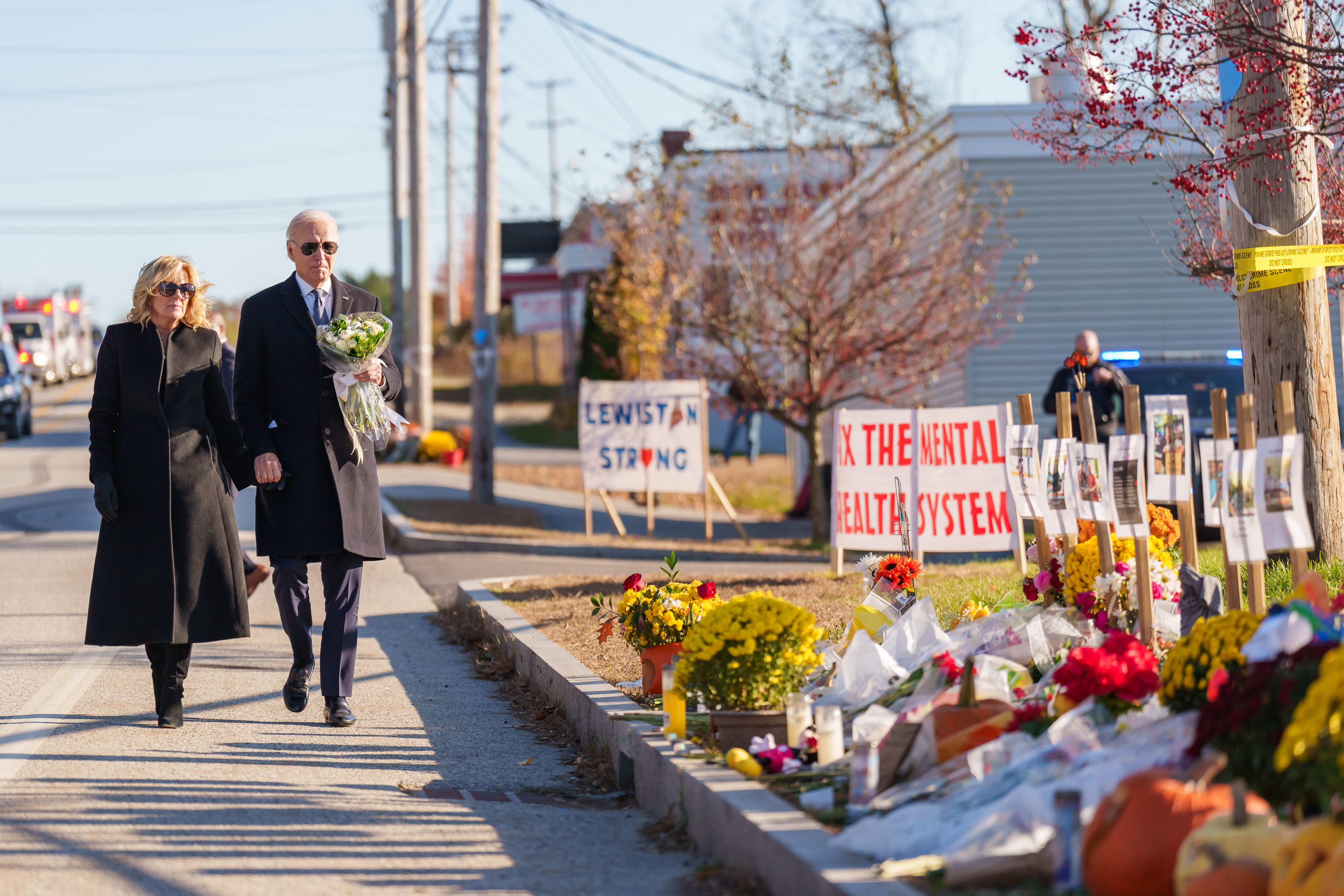
Hommage du président Biden et de son épouse (3 novembre 2023)

Le président Joe Biden, accompagné de la première dame, se déplace à Lewiston sur les lieux de la tuerie le 3 novembre 2023 afin d'apporter soutien et réconfort à la population.
Le 9 novembre, la gouverneure Janet Mills et le procureur général Aaron Frey annoncent la création d'une commission indépendante chargée d'enquêter sur les faits de la « tragédie de Lewiston ».
Le 30 novembre, le sénateur (indépendant) du Maine Angus King, de concert avec le sénateur (démocrate) du Nouveau-Mexique Martin Heinrich, dévoile un projet de loi national sur les armes à feu appelé loi GOSAFE (Gaz-Operated Semiautomatic Firearm Exclusion) qui porterait sur les mécanismes de ces armes, tout en ne changeant rien, selon lui, « à la fière histoire du Maine en matière de possession responsable d'armes à feu » que représenteraient les armes de chasse traditionnelles et celles utilisées pour l'autodéfense. Ce projet de loi a reçu le soutien de Mark Collins, directeur politique fédéral de Brady United Against Gun Violence, qui l'a qualifié de « solution élégante ». Dans une tribune parue le même jour sur le Kennebec Journal and Morning Sentinel, le sénateur King rappelle que 82 % des Américains soutiennent la vérification des antécédents pour les ventes privées d'armes à feu et 72 % la loi dite du « drapeau rouge ».
Le 7 décembre, un survivant de la fusillade et cinq membres des familles des victimes rencontrent la délégation du Congrès à Washington (DC) : ils déclarent avoir demandé des enquêtes militaires indépendantes afin de comprendre pourquoi ses armes n'ont pas été retirées au tueur de masse avant les fusillades malgré les signalements de la famille de Card et de l'un de ses camarades réservistes.
Le 13 février 2024, la gouverneure signe un projet de loi donnant des pouvoirs d'assignation à comparaître à la commission d'enquête sur la fusillade, qui avait rencontré des difficultés auprès de l'Armée dans la comparution des témoins.
Le 28 février, les démocrates de l'Assemblée législative du Maine présentent un ensemble de projets de loi sur les armes à feu en réponse aux fusillades d'octobre 2023 à Lewiston.
Le 25 avril 2024, la gouverneure Janet Mills publie une déclaration à l'occasion du 6e mois anniversaire du drame.

## Conséquences
Le lendemain des fusillades, la vente d'armes et de munitions connaît une forte augmentation dans le Maine, que les armuriers attribuent au besoin de sécurité ressenti par les habitants après la tuerie de Lewiston mais aussi à la crainte de voir les autorités prendre des mesures pour limiter la quantité de munitions à l'achat. Selon une étude menée en 2020 par la Rand Corporation, plus de 47 % de la population de cet état détiennent une arme à feu à leur domicile.
Depuis l'évènement, les dispositions de la loi dite du « drapeau jaune » en vigueur de la Maine ont été invoquées une quinzaine de fois pour éviter l'effet copycat que l'importante médiatisation de la tragédie pourrait entraîner. Cette loi permet aux forces de l'ordre de confisquer des armes à feu sous réserve que leur propriétaire soit placé en garde à vue et soumis à une évaluation par un professionnel de la santé mentale. Une séance de formation volontaire à cette procédure a été organisée depuis la tragédie, à laquelle ont participé plus de deux cents responsables de l'application des lois. La Législature du Maine envisage une réforme des lois sur les armes à feu et notamment l'abandon de la loi du drapeau jaune au profit de celle du drapeau rouge, plus immédiate et juridiquement plus forte. Cependant, la proposition d'une loi d'alerte, qui permettrait aux membres de la famille de saisir directement le tribunal d'une demande de restriction d'accès aux armes à feu à une personne en crise, sans passer par une expertise mentale, n'a pas été examinée par la 131e Législature lors de sa deuxième session ordinaire.
Trois semaines après la tuerie de masse, un centre de résilience du Maine est ouvert pour aider les personnes en prise avec un traumatisme ou un deuil à le surmonter.
Début janvier 2024, le ministère de la sécurité publique du Maine rend publiques les transcriptions des appels passés au numéro d'urgence (le 911) la nuit de la fusillade vers les trois centres de communication concernés. L'écoute de ces appels fait apparaître que le tireur est identifié par l'un des appelants qui donne son nom et son adresse au répartiteur ayant pris son appel.
Début mars 2024, le gouvernement fédéral octroie une subvention de deux millions de dollars au Maine pour soutenir la santé comportementale après les fusillades de Lewiston. À la suite de la publication des résultats de l'analyse post-mortem du cerveau de Card, faisant état de traumatismes crâniens attribués à son exposition répétée aux explosions dans le cadre de sa profession d'instructeur dans un champ d'entrainement au maniement à la grenade à main, le Bureau d'État à la Défense et l'Armée annoncent le 7 mars mettre à jour « les directives sur la manière d'atténuer les risques liés à la surpression de souffle » occasionnée par ces armes. Ces mesures sont publiées à la mi-août avec mise en application immédiate.
Le 2 mai 2024, le Maine devient le 2e état de l'Union, après la Virginie, à adopter un fonds de lutte contre la violence de masse.
Comme réponse aux fusillades de Lewiston, le gouvernement du Maine annonce le 7 août 2024 l'entrée en vigueur d'une loi instituant un délai d'attente de 72 heures aux armuriers avant la date de remise de leur(s) armes(s) à leurs clients. Ce délai devrait laisser le temps à la vérification obligatoire des antécédents au niveau fédéral. La sénatrice Peggy Rotundo (démocrate), qui réside à Lewiston, marraine de la loi, estime qu'en plus d'être une réponse aux tueries de masse, ce délai sera aussi utile à la prévention des suicides qui, selon les données 2021, représentent 158 des 178 décès annuels par arme à feu dans le Maine. 
Le massacre d'octobre 2023 pèse sur l'élection du sheriff du comté de Sagadahoc qui a lieu peu après son premier anniversaire, le 5 novembre 2024, alors que la gouverneure Mills partage l'accusation de négligence portée par la commission d'enquête dont le sheriff en cause, candidat à sa succession, met en doute l'objectivité.  
Début mai 2025, l'administration Trump bloque la subvention fédérale versée au Centre de résilience du Maine créé deux ans plus tôt pour venir en aide aux victimes directes ou indirectes des fusillades de 2023 à Lewiston.  

## Commission d'enquête
La commission sur les fusillades se réunit pour la première fois le 20 novembre à huis clos à Augusta. Son président, un ancien juge en chef de la Cour suprême du Maine Daniel Wathen fait savoir que la commission rendra son rapport dans les six mois. La commission demande à la gouverneure et au procureur général de saisir le corps législatif selon la procédure d'urgence afin qu'il lui accorde le pouvoir à citer à comparaître indispensable à son enquête pour le recueil des témoignages.Plusieurs législateurs de différents partis regrettent qu'aucun représentant de la Législature n'ait été nommé dans la commission et déclarent vouloir mener une enquête parallèle. Le président du Sénat du Maine, Troy Jackson, fait savoir par sa porte-parole que les législateurs doivent laisser la commission commencer ses travaux avant d'envisager d'ouvrir une enquête distincte. De son côté, la présidente de la Chambre basse, Rachel Talmot Ross déclare soutenir pleinement la commission.
Fin novembre, la commission recrute quatre collaborateurs pour l'assister dans sa mission : un directeur exécutif, deux enquêteurs et un porte-parole. Les deux enquêteurs sont respectivement un ancien chef du FBI du Maine et un consultant de Dirigo Safety LCC, une entreprise spécialisée dans la formation de policiers en Nouvelle-Angleterre.
Le 24 janvier 2024, la commission d'enquête annonce qu'elle entendra les membres du bureau du shérif du comté de Sagadahoc qui ont effectué une visite de contrôle de santé chez les Card un mois avant que le réserviste ne passe à l'acte, ainsi que le député Chad Carleton saisi de sa paranoïa dès le mois de mai 2023 par des membres de sa famille et par un policier d'Ellsworth qui a servi dans la Réserve militaire avec Card.
Le 29 janvier, la directrice exécutive de la commission fait part à la presse du manque de coopération de certains témoins appelés à comparaître, notamment de personnels de l'Armée non autorisés par leur hiérarchie à répondre à leur convocation.
Le 8 février, la commission entend les représentants des forces de l'ordre locales sur leur recherche du tueur et la semaine suivante les représentants de la police d'Etat.
Le 4 mars 2024, seize des survivants de la fusillade témoignent de leur « cauchemar » et demandent à la commission que les responsabilités soient établies.
Trois jours plus tard, la commission entend les collègues réservistes de l'Armée de Card. Au cours de cette audition, l'un des commandants de réserve qui avait pris part aux opérations de recherche du tueur fait état du manque de communication entre les polices locales et de l'Etat.
Le 15 mars 2024, la commission publie son rapport intermédiaire initial : elle met en cause le bureau du shérif du comté de Sagadahoc pour n'avoir pas déclenché le dispositif du « drapeau jaune » et confié à la famille de Robert Card la responsabilité, qui lui incombait, de retirer ses armes au tueur six semaines avant la fusillade, ainsi que la Réserve de l'Armée pour avoir minimisé la menace que Card représentait pour les civils.
Le 16 mai 2024, les membres de la famille de Robert Card et son ex-épouse sont entendus par la commission.
Le 20 août, la gouverneure Janet Mills et le procureur Aaron Frey annoncent que la commission leur a rendu son rapport final. Lors d'une conférence presse qui s'est tenue le même jour à Lewiston, le président de la commission, Daniel Wathen indique que les défaillances de la police et de l’armée ont contribué à la fusillade de masse d'octobre 2023. Le rapport, qui compte 215 pages, est rendu public et consultable en ligne. Il comporte une chronologie détaillée des faits qui se sont déroulés à partir du 5 mars 2023, date à laquelle le fils de Robert Card, Colby, et son ex-épouse, Cara Lamb, ont fait part au sheriff du comté de Sagadahoc de leurs inquiétudes quant à la santé mentale, respectivement, de leur père et ancien conjoint. Le 6 septembre 2024, la gouverneure Mills annonce qu'elle approuve les conclusions de la commission et demande au secrétaire d'Etat à la Défense de mettre en œuvre ses recommandations.   

## Commémorations
Le 18 mars 2024, la Ville de Lewiston et la chambre de commerce de Lewiston/Auburn annoncent la création d'un fonds spécial pour l'édification d'un mémorial en hommage aux victimes et aux survivants des fusillades, le OneLewiston Resilience Found, et un gala de lancement du fonds est organisé le 29 suivant.
Pour marquer le 6e mois anniversaire des fusillades d'octobre 2023, une veillée est organisée au Simard Payne Memorial Park de Lewiston le 26 avril 2024.
La gouverneure Mills ordonne que les drapeaux soient mis en berne le 25 octobre 2024 « en souvenir et en hommage aux personnes disparues, blessées et touchées par la tragédie de Lewiston » dont est commémoré le premier anniversaire. Elle assiste dans la soirée à l'évènement organisé à Lewiston en hommage aux victimes et aux survivants.  